# Sneakers (película de 2011)
Sneakers (en búlgaro, Кецове, transliterado como: Kecove) es una película de aventuras búlgara de 2011 dirigida por Valeri Yordanov. La película ganó una mención especial en el Festival Internacional de Cine de Moscú de 2011. También fue seleccionada como la entrada búlgara al Oscar a la Mejor Lengua Extranjera en la 85.ª edición de los Premios Óscar, pero no llegó a la lista final.

## Sinopsis
Los personajes parten de vacaciones a la playa dejando atrás sus problemas (problemas familiares, problemas de pareja, problemas con la policía) en la ciudad (Sofía). Se encuentran en una playa remota en el Mar Negro y forman un grupo de jóvenes que pasan tiempo juntos viviendo en la playa. La película describe sus personalidades individuales, sus filosofías y luchas con la vida y su relación con los demás personajes en un ambiente hippiesco.

## Reparto
- Ivo Arakov como Wee
- Phillip Avramov como El Pájaro
- Ivan Barnev como Ivo
- Vasil Draganov como Fatso
- Iva Gocheva como El Barmaid
- Ina Nikolova como Emi
- Yana Titova como Polly
- Marian Valev como H
- Valeri Yordanov como Gray